# Waalwijk

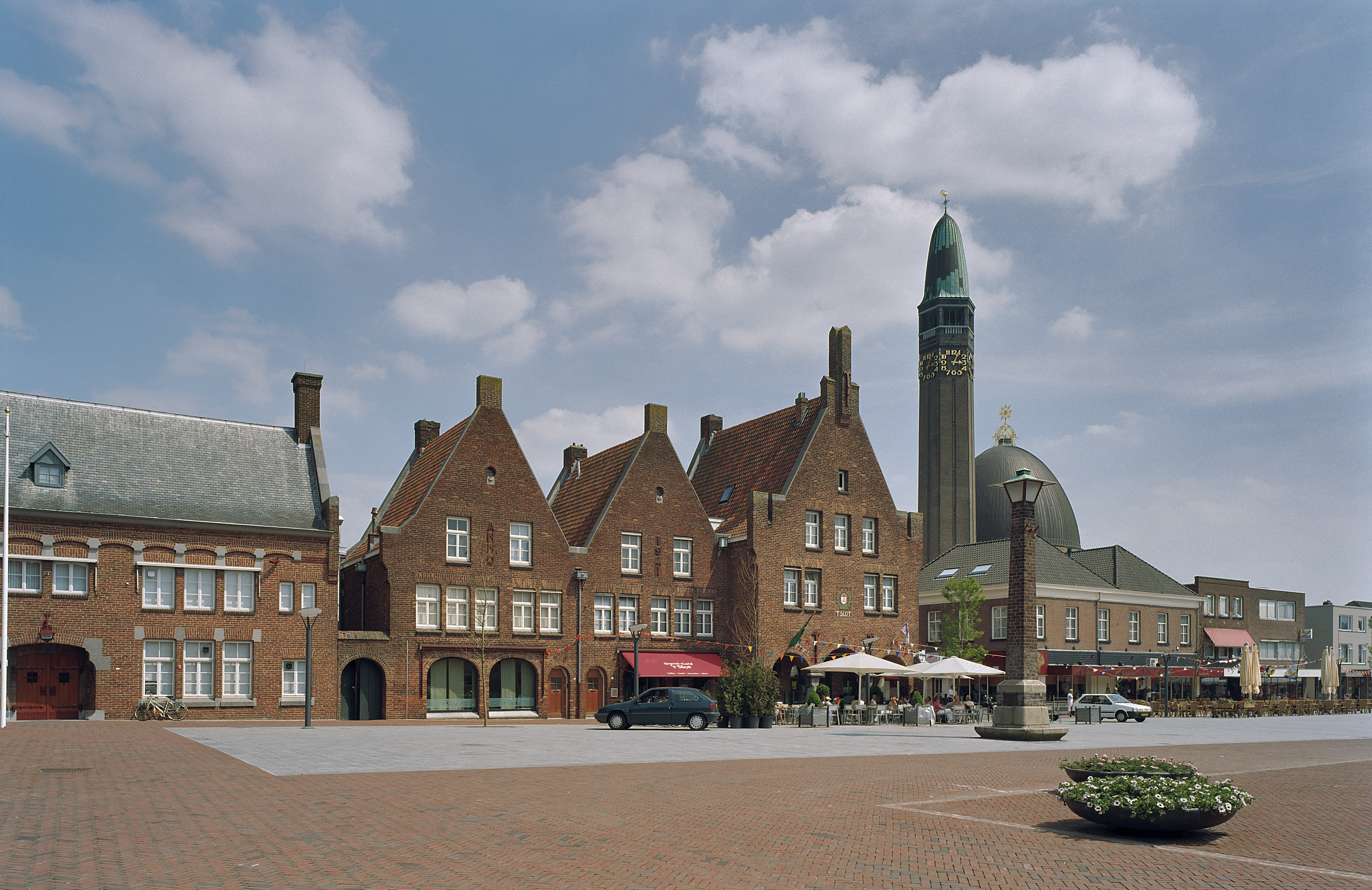
Torget och den katolska kyrkan.

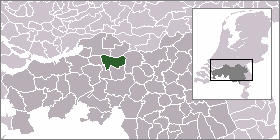
Waalwijks läge i Nederländerna

Waalwijk är en kommun i provinsen Noord-Brabant i Nederländerna. Kommunens totala area är 67,72 km² (där 3,03 km² är vatten) och invånarantalet är 46 389 invånare (1 januari 2012).